# ASD 라퀼라 1927
아소차치오네 스포르티바 딜레탄티스티카 라퀼라 1927(Associazione Sportiva Dilettantistica L'Aquila 1927)는 이탈리아 라퀼라를 연고로 하는 축구 클럽이다. 최근에는 세리에 D에 참가중이다.

## 역사
라퀼라 지역의 축구사는 이탈리아 축구 협회가 존재하기 이전에 FC 라퀼라(Football Club L'Aquila)가 있던 1910년까지 거슬러 올라간다. 1926년에 축구단은 빨강색과 파란색을 공식적으로 유니폼에 쓰기 시작하였다. 1929년에는 SSC 라퀼라(Società Sportiva Città dell'Aquila)라고 불리는 축구단을 창설하였으나 몇 년을 가지 못하였다. 1931년 9월에 지역의 파시스트 스포츠 조직인 AS 라퀼라(Associazione Sportiva L'Aquila)가 창단되어서 지역내에서 조직한 Seconda Divisione에 참가하였다. 그들은 2번의 승격을 거쳐서 세리에 B까지 올라왔지만, 심각한 기차사고로 일부선수들이 심각한 부상을 입고 감독이 사망하기에 이르렀다. 이로인하여 세 시즌만에 세리에 B에서 강등당하였다.
1943년에 스포르티바 라퀼라 1944(Sportiva L'Aquila 1944)라는 이름으로 재창단하여 세리에 C에서 1945년에서 1948년을 보냈다. 이후 1969년에 세리에 D로 강등이 되고 1979년에 세리에 C2로 승격을 하였지만 1982년에 아마추어 단계로 강등되었다.
1993년에 세리에 C2에 다시 들어갔지만 몇년후에 파산을 하고만다. 1994년에 AS 라퀼라(Associazione Sportiva L'Aquila)라는 명칭으로 에첼렌차에 참가하였고 1995년에 세리에 D에 있던 파가니카 칼초와 합병하여 비스 라퀼라(Vis L'Aquila)가 된다. 1998년에 세리에 C2로 승격을 하였고 2000년에는 아치레알레를 플레이오프에서 이기고 세리에 C1으로 승격한다.
2004년에 클럽은 세리에 C로 강등이 되었다가 현재의 이름으로 에첼렌차에 다시 참가한다.
2009년 라퀼라 지진 이후에, 클럽은 레가 나치오날레 딜레탄티 (이탈리아 아마추어 리그 연맹)의 심사숙고 끝에 당시에 리그 1위였고 남은 두 경기를 진행할 수 없다고 판단하여 라퀼라를 세리에 D로 승격하게 된다.
2009-2010 시즌에 라퀼라는 세리에 D에서 레가 프로 세콘다 디비시오네로 승격한다.

## 역대 감독
| 감독              | 임기        |
| ----------------- | ----------- |
| 파올로 스트린가라 | 2000 ~ 2001 |